# Janina Hechler
Janina Hechler (* 28. Januar 1999 in Reutlingen) ist eine deutsche Fußballspielerin, die beim VfB Stuttgart unter Vertrag steht.

## Karriere

### Vereine
Hechler begann im Alter von sieben Jahren bei den Bambinis des TSV Gomaringen mit dem Fußballspielen und wechselte später in die Jugendabteilung des VfL Sindelfingen. Dort spielte sie in der Saison 2014/15 für die B-Juniorinnen in der Bundesliga Süd. Im Sommer 2015 wechselte sie zum Bundesligisten 1. FFC Frankfurt, für deren B-Juniorinnen sie zunächst spielte und zur Saison 2016/17 zunächst in den Kader der zweiten Mannschaft aufrückte. Durch gute Leistungen in der 2. Bundesliga Süd empfahl sie sich schnell für die erste Mannschaft: Nach einem Einsatz im DFB-Pokal-Wettbewerb gegen den Hegauer FV am 9. Oktober 2016 debütierte sie knapp einen Monat später, am 5. November 2016 (7. Spieltag) beim 4:2-Sieg im Heimspiel gegen Bayer 04 Leverkusen mit Einwechslung für Marith Prießen in der Bundesliga. Am 7. Mai 2017 (19. Spieltag) gelang ihr gegen den FC Bayern München mit dem Treffer zum 4:2-Endstand in der 80. Minute ihr erstes Bundesligator.
Im Februar 2018 wurde ihre Vertragslaufzeit in Frankfurt bis zum 30. Juni 2020 verlängert. Im Juli 2020 wurde der 1. FFC Frankfurt in den Verein Eintracht Frankfurt integriert und bildet somit die Frauenfußballabteilung des Vereins.
Zur Saison 2023/24 wurde sie vom Ligakonkurrenten 1. FC Köln verpflichtet und mit einem bis zum 30. Juni 2025 datierten Vertrag ausgestattet. Zum Ende der Saison 2024/25 verließ Hechler den Verein und wechselte zum VfB Stuttgart.

### Nationalmannschaft
Die Defensivspielerin debütierte am 10. November 2014 beim 3:1-Sieg der U16-Nationalmannschaft gegen England im Nationaltrikot und nahm mit dieser Auswahlmannschaft im Sommer 2015 am Turnier um den Nordic-Cup in Dänemark teil, wo das Team nach einer 0:2-Finalniederlage gegen die Niederlande den zweiten Platz belegte und Hechler beim 2:1-Sieg im Gruppenspiel gegen Island ihre ersten beiden Länderspieltore erzielte. Nach vier Einsätzen für U17-Nationalmannschaft, rückte sie in die Altersklasse U19 auf, für die sie bis ins Jahr 2018 acht Länderspiele bestritt, davon fünf in den EM-Qualifikationsrunden; in der Endrunde wurde sie jedoch nicht berücksichtigt. Mit dem Erreichen des mit 0:1 gegen die U19-Nationalmannschaft Spaniens verlorenen Finales, war diese für die U20-Weltmeisterschaft 2018 in Frankreich qualifiziert. In diesem Turnier wurde sie in den ersten beiden Spielen der Gruppe D, sowie im Viertelfinale eingesetzt, das jedoch mit 1:3 gegen die U20-Nationalmannschaft Japans verloren wurde. Nach der Reaktivierung der U23-Nationalmannschaft im Spieljahr 2024 kam sie am 28. Oktober in Florenz beim 2:2-Unentschieden gegen die U23-Nationalmannschaft Italiens im zweiten Spiel im Rahmen der Europäischen Spielrunde zum Einsatz.